# Incilius canaliferus
Incilius canaliferus е вид земноводно от семейство Крастави жаби (Bufonidae).

## Разпространение
Видът е разпространен в Гватемала, Мексико и Салвадор.